# Marcelcave
Marcelcave ist eine französische Gemeinde mit 1293 Einwohnern (Stand 1. Januar 2022) im Département Somme in der Region Hauts-de-France. Sie gehört zum Arrondissement Amiens und zum Kanton Corbie.

## Bevölkerungsentwicklung
| 1968 | 1975 | 1982 | 1990 | 1999 |
| ---- | ---- | ---- | ---- | ---- |
| 954  | 919  | 961  | 893  | 977  |